# Bidwell Bar Bridge
Bidwell Bar Bridge (česky most Bidwell Bar) je název pro dva visuté mosty v Oroville v Kalifornii v USA.

## Historie

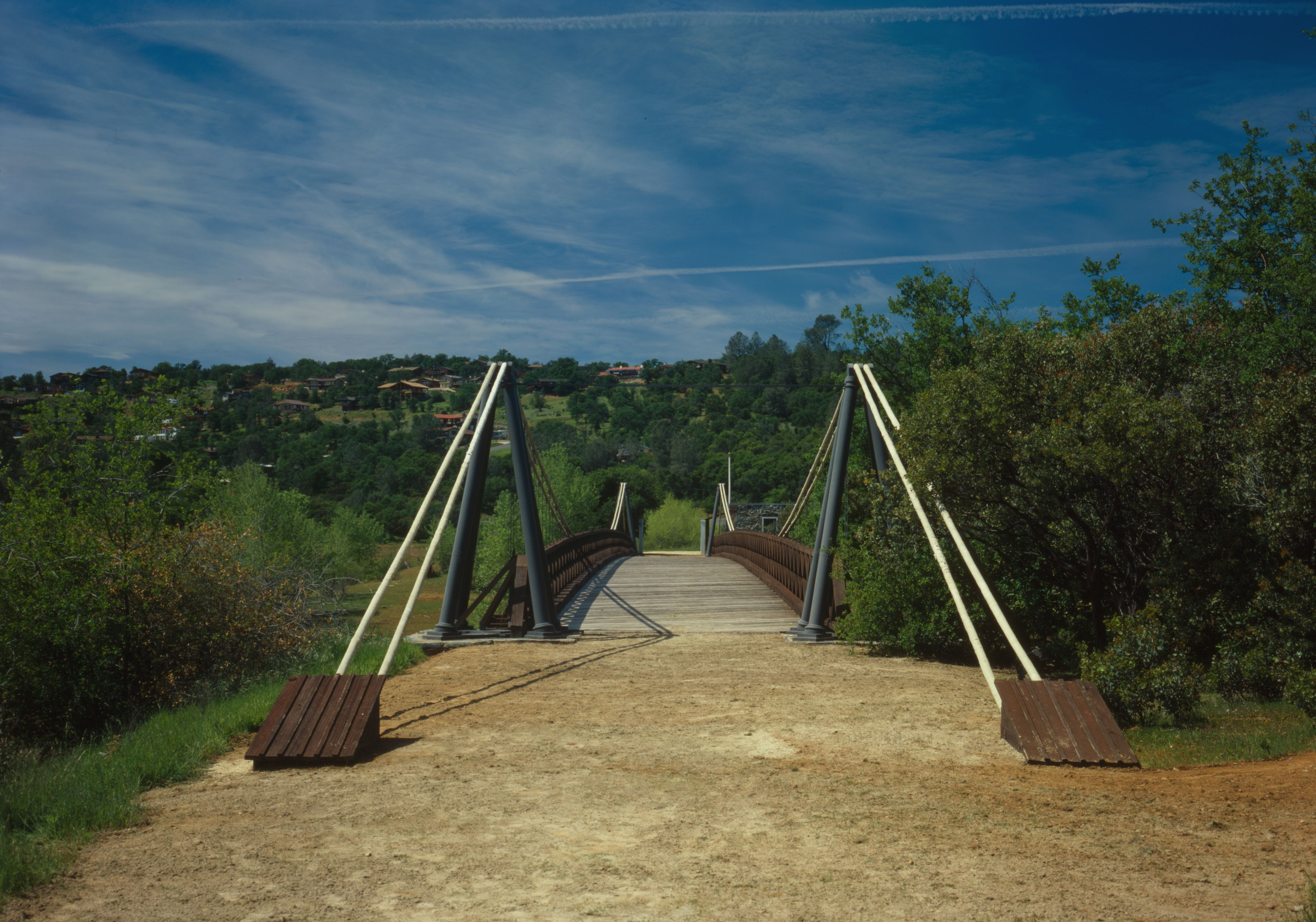
Pohled na přemístěný starý most Bidwell Bar

Mosty se nacházejí nad různými částmi jezera Oroville. Původní most Bidwell Bar, dlouhý 73 m, byl prvním ocelovým visutým mostem v Kalifornii. Byl postaven za 35 000 dolarů a dokončen v prosinci 1855. Stavěn byl z materiálu, který byl dovážen z Troy v New Yorku plavbou okolo mysu Horn. Most byl postaven nad Middle Fork Feather River a je jediným zachovaným visutým mostem, postavených v této oblasti v 50. letech 19. století. Provoz vozidel na něm byl ukončen v roce 1954. Po výstavbě přehrady Oroville a zaplavení údolí (kaňonu) řeky Feather byl most v roce 1966 přemístěn na jižní část jezera a je v provozu pro chodce. Původní části (zbytky) jsou zaplaveny. Tento starý most je registrován jako historická památka Kalifornie.

## Nový most
Náhradou za starý most byl v roce 1965 postaven nový most Bidwell Bar s délkou 337,7 m. Byl postaven asi 2,4 km proti proudu od původního mostu. V době stavby to byl jeden z nejvyšších visutých mostů na světě. Původně byl ve výšce 190 m nad hladinou řeky, ale po vzniku jezera Oroville je těsně nad hladinou jezera (pokud je plné). Přes most vede státní silnice 162 (State Route 162)